# میشائیل واگمولر
میشائیل واگمولر (آلمانی: Michael Wagmüller؛ ۱۸۳۹ – ۱۸۸۱) مجسمه‌ساز اهل آلمان بود که تعدادی تندیس‌های سفارشی را در لندن ساخت که اینک در آکادمی سلطنتی هنر به‌نمایش درآمده‌اند.
وی دانش‌آموختهٔ «هنرستان صنعتی مونیخ» و آکادمی هنرهای زیبا در مونیخ بود. وی پس از پایان قراردادها و فعالیت‌های هنری در لندن، به مونیخ بازگشت و استاد آکادمی هنرهای زیبا شد.